# Cerrito (Santa Maria)
Pour les articles homonymes, voir Cerrito.
Cerrito est un quartier de la ville brésilienne de Santa Maria, Rio Grande do Sul. Le quartier est situé dans district de Sede.

## Vilas
Le quartier possède les vilas suivantes : Cerrito, Cerrito Dois, Fósseis da Alemoa, Morro do Cerrito, Morro Mariano da Rocha, Vila Floresta.

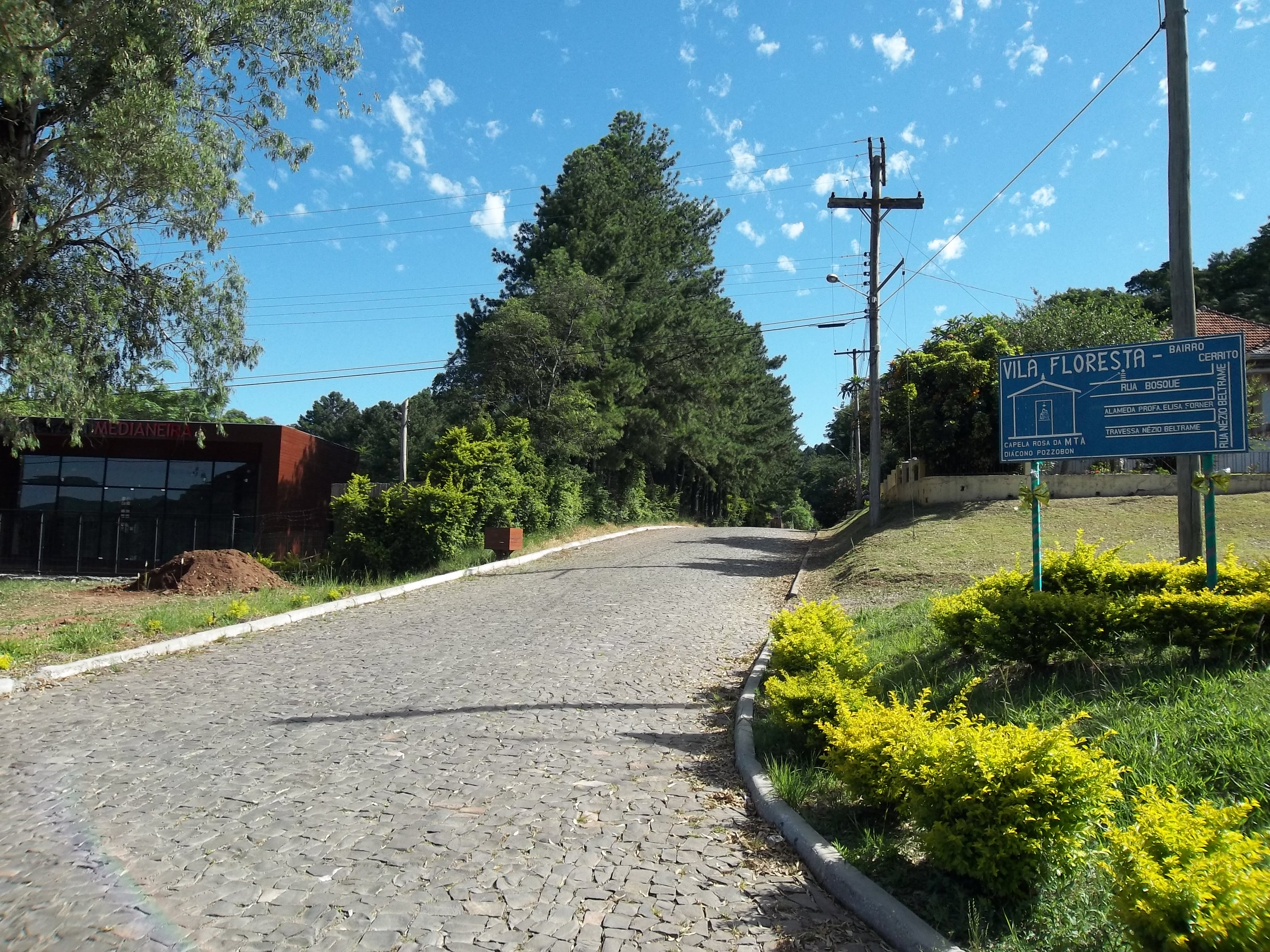
Villa Floresta, Cerrito.